# Wole Oko
Wole Oko – niewielkie, tatrzańskie jeziorko rozlewiskowe położone w Dolince pod Kołem u zboczy opadających z Gładkiej Przełęczy (Dolina Pięciu Stawów Polskich). Jezioro położone jest na wysokości 1862 m n.p.m. Głębokość i powierzchnia są zmienne, zależą od ilości wody wpływającej z Zadniego Stawu Polskiego. Potok płynie dalej pod kamieniami do Wielkiego Stawu Polskiego. Zimą jeziorko zamarza do dna. Przez większą część roku stanowi szóste co do wielkości jezioro w Dolinie Pięciu Stawów Polskich, zaprzeczając tym samym jej nazwie.